# Poorna Jagannathan
Poorna Jagannathan (tiếng Tamil: பூர்ணா ஜெகன்நாதன்) (sinh ngày 22 tháng 12 năm 1972) là một diễn viên và một nhà sản xuất người Mỹ và người Tunisia có gốc gác từ người Tamil. Bà được biết đến nhiều nhất nhờ vai diễn Safar Khan trong bộ phim truyền hình The Night Of của HBO, cũng như vai diễn Nalini Vishwakumar trong bộ phim hài teen Never Have I Ever trên Netflix của Mindy Kaling. Bên cạnh đó, bà còn đóng trong các bộ phim như Delhi Belly, Law & Order, She Hate Me, Rescue Me, House of Cards, Gypsy và The Circle.
Bà cũng là người đồng sáng lập, sản xuất và tham gia diễn xuất vở kịch đoạt Giải thưởng Ân xá Quốc tế Nirbhaya, cũng được biết đến là "một trong những tác phẩm quyền lực và nguy cấp nhất từng được tạo ra của sân khấu nhân quyền", và nó cũng được biết đến như là một giai đoạn quan trọng trong lịch sử Ấn Độ của việc tôn vinh phụ nữ.
Jagannathan nhận được một số giải thưởng và vinh danh trong sự nghiệp giải trí của mình. Bà lọt vào bảng xếp hạng top 100 Những người Châu Á có ảnh hưởng nhất ở Mỹ của Goldhouse năm 2021 và 2022. Bà cũng lọt vào vị trí thứ 10 danh sách 50 người phụ nữ đẹp nhất Ấn Độ của Femina năm 2012. Tạp chí Verve cũng đã đưa bà vào danh sách 50 người phụ nữ quyền lực nhất Ấn Độ vào năm 2014.

## Cuộc đời và sự nghiệp

### Thời niên thiếu
Poorna Jagannathan được sinh ra vào ngày 22 tháng 12 năm 1972, tại Tunis, Tunisia trong một gia đình Ấn Độ. Mẹ bà là Vasantha Jagannathan và cha bà là G. Jagannathan, một nhà ngoại giao. Bà lớn lên ở Pakistan, India, Ireland, Brazil và Argentina, bà nói được tiếng Tamil, tiếng Hindi, tiếng Anh, tiếng Tây Ban Nha và tiếng Bồ Đào Nha.

### Thập niên 2000
Poorna Jagannathan có vai diễn đầu tiên tại Hollywood vào năm 2004 khi xuất hiện trong phim nhiều tập Law & Order. Bà sau đó diễn trong một bộ phim hài kịch mang tính độc lập mang tên She Hate Me. Không lâu sau đó, bà xuất hiện trong bộ phim mang tính chất kịch The Weather Man. Vào năm 2006, bà trở thành một phân của bộ phim nhiều tập trên truyền hình Love Monkey và Rescue Me. Một năm sau đó, bà là diễn viên trong phim Awake. Vào năm 2008, bà tham gia vào chương trình The Game rồi tham gia bộ phim nhiều tập Numb3rs.

### Thập niên 2010
Trong hai năm 2010 và 2011, bà làm việc như một diễn viên trong tác phẩm Royal Pains. Bà sau đó lại tham gia diễn xuất trong bộ phim hài kịch-tình cảm Peace, Love and Misunderstanding cũng như một bộ phim của Bollywood Delhi Belly. Vào năm 2013, bà tham gia diễn xuất trong Thanks for Sharing và Yeh Jawani Hai Deewani. Trong cùng năm đó, bà cho trình chiếu vở kịch Nirbhaya sau khi cảm thấy xúc động về một trường hợp một nhóm phá phách đã cưỡng hiếp và giết phụ nữ xảy ra tại Delhi vào ngày 16 tháng 12 năm 2012. Vở kịch này, được đạo diễn bởi Yael Farber, được trình diễn lần đầu tiên tại Assembly Hall trong Liên hoan Viền Edinburgh. Sau đó, Poorna xuất hiện trong bộ phim truyền hình web của Hoa Kỳ House Of Cards vào năm 2015. Một năm sau đó, bà đóng trong một bộ phim vài tập truyền hình về tội phạm The Night Of. Vào năm 2017, bà đóng trong phim nhiều tập Gypsy cũng như trong bộ phim The Circle. Gần đây, bà là một phần trong bộ phim của HBO Room 104.

## Danh sách phim

### Phim lẻ
| Năm  | Tiêu đề                        | Vai diễn              | Chú thích       |
| ---- | ------------------------------ | --------------------- | --------------- |
| 2004 | She Hate Me                    | Bạn gái của Song      |                 |
| 2005 | The Weather Man                | Người đi bộ NY        |                 |
| 2007 | Awake                          | Y tá của Bác sĩ Neyer |                 |
| 2011 | Peace, Love & Misunderstanding | Mira                  |                 |
| 2011 | Delhi Belly                    | Menaka Vashisht       |                 |
| 2012 | Thanks for Sharing             | Bác sĩ Kazhani        |                 |
| 2013 | Yeh Jawaani Hai Deewani        | Riana                 |                 |
| 2015 | Growing Up Smith               | Nalini Bhatnagar      |                 |
| 2016 | Carrie Pilby                   | Fliss                 |                 |
| 2017 | The Circle                     | Bác sĩ Villalobos     |                 |
| 2018 | Mile 22                        | Dorothy Brady         |                 |
| 2018 | An Actor Prepares              | Bác sĩ Fisher         |                 |
| 2019 | Share                          | Kerri                 |                 |
| 2020 | Alia's Birth                   | Jaime                 |                 |
| 2023 | The Out-Laws                   | Rehan                 | [ 6 ]           |
| 2024 | Turtles All the Way Down       | Bác sĩ Singh          | Post-production |
| 2024 | Wolfs                          |                       | Post-production |
| 2024 | Goodrich                       |                       | Post-production |

### Phim bộ
| Năm       | Tiêu đề                           | Vai diễn                  | Chú thích              |
| --------- | --------------------------------- | ------------------------- | ---------------------- |
| 2004      | Law & Order                       | Rehana Khemlani           | 1 tập                  |
| 2005      | Starved                           | PJ                        | 1 tập                  |
| 2006      | Love Monkey                       | Director                  | 1 tập                  |
| 2006      | Rescue Me                         | Dr. Klein                 | 1 tập                  |
| 2006      | Law & Order: Criminal Intent      | Dr. Sikh                  | 1 tập                  |
| 2008      | The Game                          | Dr. Diamond               | 1 tập                  |
| 2009      | Numb3rs                           | Tech #1                   | 1 tập                  |
| 2010-2011 | Royal Pains                       | Saya                      | 2 tập                  |
| 2015      | House of Cards                    | Dr. Lanjawni              | 2 tập                  |
| 2016      | NCIS: Los Angeles                 | Dr. Nitya Agarwal         | 1 tập                  |
| 2016      | Rizzoli & Isles                   | Mrs. Jalbani              | 1 tập                  |
| 2016      | The Night Of                      | Safar Khan                | Miniseries, 8 episodes |
| 2017      | Law & Order: Special Victims Unit | Maya Samra                | 2 tập                  |
| 2017      | Gypsy                             | Larin Inamdar             | Main role, 8 episodes  |
| 2017      | Room 104                          | Divya                     | 1 tập                  |
| 2017      | The Blacklist                     | Nirah Ahmad               | 1 tập                  |
| 2018      | Taken                             | Judith Chapman            | 1 tập                  |
| 2018      | Better Call Saul                  | Dr. Maureen Bruckner      | 2 tập                  |
| 2018      | Sorry for Your Loss               | Therapist                 | 1 tập                  |
| 2019      | The Act                           | Dr. Lakshmi Chandra       | 1 tập                  |
| 2019      | Ramy                              | Salma                     | 2 tập                  |
| 2019      | Chút Dối Trá Tai Hại              | Katie Richmond            | 3 tập                  |
| 2020      | Đấng Messiah                      | Sanjana Mirza             | 3 tập                  |
| 2020      | Bảo vệ Jacob                      | Elizabeth Vogel           | 4 tập                  |
| 2020–2023 | Những Điều Tôi Chưa Từng          | Bác sĩ Nalini Vishwakumar | Main role, 40 tập      |
| 2020      | The Wilds                         | Rana Jadmani              | 1 tập                  |

## Đời tư
Bà sinh vào ngày 22 tháng 12 năm 1972 tại Tunis, Tunisia. Bà lớn lên trong một số quốc gia như Ấn Độ, Pakistan, Ireland, Argentina và Brazil. Bà nhập học tại Đại học Brasilia vào lúc ban đầu nhưng sau đó lại chuyển trường và tốt nghiệp tại Đại học Maryland. Bà sau đó học The Actor's Studio để lấy bằng thạc sĩ. Ba kết hôn với Azad Oommen từ năm 2003.